# Amadeus Quartet

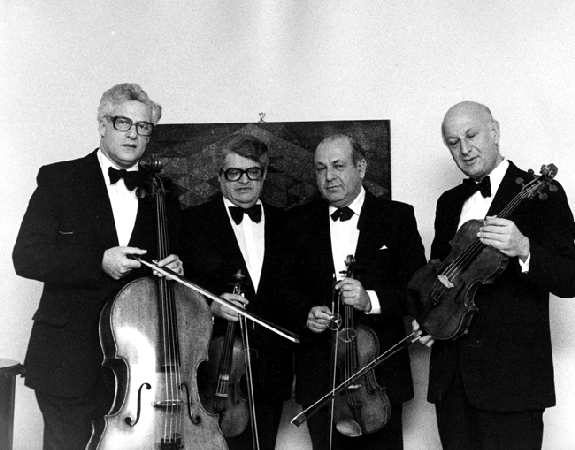
Het Amadeus Quartet (v.l.n.r. Martin Lovett, Norbert Brainin, Siegmund Nissel, Peter Schidlof)

Het Amadeus Quartet was een wereldberoemd strijkkwartet dat werd opgericht in 1947 en tot 1987 bestond. In hun opmerkelijk lange bestaan speelde het kwartet op talloze opnamen, gaf vele concerten en was hun samenwerking een voorbeeld voor vele latere kwartetten.

## Geschiedenis
De violisten Norbert Brainin (12 maart 1923 – 11 april 2005), Siegmund Nissel (3 januari 1922 – 21 mei 2008) en de altviolist Peter Schidlof (9 juli 1922 – 16 augustus 1987) werden vanwege hun Joodse afkomst uit Wenen verdreven na de Anschluss door Adolf Hitler in 1938.  Brainin en Schidlof ontmoetten elkaar in een Brits interneringskamp op het eiland Man. Veel Joodse vluchtelingen hadden de pech dat ze door de Britten als vijandelijke vreemdelingen ("enemy aliens") werden ontvangen wanneer ze hun toevlucht zochten tot Engeland. Brainin werd na een paar maanden uit het kamp vrijgelaten, maar Schidlof bleef langer in het kamp en ontmoette daar Nissel. Uiteindelijk werden ook Schidlof en Nissel vrijgelaten. De drie kregen de mogelijkheid te studeren bij vioolpedagoog Max Rostal, die ze gratis les gaf. Dankzij Rostal kwamen ze in contact met cellist Martin Lovett en in 1947 vormden ze het Brainin Quartet, dat in 1948 werd herdoopt in  Amadeus Quartet. 
De groep gaf zijn eerste optreden als Amadeus Quartet in de Wigmore Hall in London op 10 januari 1948, onder auspiciën van Britse componisten en de dirigent Imogen Holst. Op 25 januari 1983 vierde het kwartet zijn 35e verjaardag met een concert in dezelfde concertzaal met een programma met Beethovens beroemde strijkkwartet in c-majeur op.59 no. 3 (het 3e Rasumovskikwartet). Het kwartet maakte vele tournees door onder andere Europa, Canada, de Verenigde Staten, Japan en Zuid-Amerika. Bekend werd het kwartet vooral vanwege hun soepele stijl, hun unieke ensemblespel en hun subtiele interpretaties van meesterwerken, waarvan vele zijn vastgelegd op circa 200 opnamen. Daaronder bevinden zich de complete strijkkwartetten van Beethoven, Brahms en Mozart. Regelmatig werkten de leden van het Amadeus ook als kwintet (zoals in de kwintetten van Mozart, Schubert, Brahms, Bruckner), of als sextet waarbij dan een tweede altviool (meestal Cecil Aronowitz) of tweede cello (meestal William Pleeth) werd ingezet. Hoewel het standaard klassieke en romantische repertoire de hoofdmoot van het kwartet was, speelde het kwartet ook 20e-eeuwse composities van onder anderen Béla Bartók en Benjamin Britten, die zijn derde kwartet aan hen opdroeg. 

## Onderscheidingen
Het Amadeus Quartet was een van de beroemdste en gevierdste kwartetten in de 20e eeuw. De leden ontvingen diverse onderscheidingen, waaronder: 
- De Orde van het Britse Rijk, uitgereikt door de Britse koningin
- Eredoctoraten aan de universiteiten van Londen, York en Caracas.
- De hoogste Duitse onderscheiding, het Duitse erekruis.
- Het Oostenrijkse erekruis voor kunst en wetenschappen.

## Einde
Het kwartet werd opgeheven in 1987 toen altviolist Peter Schidlof overleed. Hij werd door de achterblijvende kwartetleden als onvervangbaar gezien. Brainin overleed op 10 april 2005, Nissel op 21 mei 2008 en Lovett op 29 april 2020